# Liste de films produits par Paramount Pictures
Cet article présente la liste (non exhaustive) des films produits par le studio américain Paramount Pictures depuis sa création.

## Production
- Par date de première sortie en salles
- † film perdu

### Années 1910

#### 1916
- Jeanne d'Arc (Joan the Woman) de Cecil B. DeMille

#### 1918
- À côté du bonheur (The Great Love) de D. W. Griffith†

#### 1919
- L'Admirable Crichton (Male and Female) de Cecil B. DeMille
- Périlleuse Mission (The False Faces) d'Irvin Willat
- Un reportage tragique (The Grim Game) d'Irvin Willat
- Veuve par procuration (Widow by Proxy) de Walter Edwards

### Années 1920

#### 1920
- L'amour a-t-il un maître ? (Something to Think About) de Cecil B. DeMille
- L'Échange (Why Change Your Wife?) de Cecil B. DeMille

#### 1921
- Le Cheik (The Sheik) de George Melford
- Faut-il avouer ? (Don't Tell Everything) de Sam Wood
- Le Fruit défendu de Cecil B. DeMille
- Liliane de Robert Z. Leonard
- Lulu Cendrillon (Miss Lulu Bett) de William C. de Mille

#### 1922
- L'Accordeur (Clarence) de William C. de Mille
- Arènes sanglantes (Blood and Sand) de Fred Niblo
- Le Calvaire de madame Mallory (The Impossible Mrs. Bellew) de Sam Wood
- Cent à l'heure (Across the Continent) de Phil Rosen
- L'Émigrée (Anna Ascends) de Victor Fleming†
- Le Jeune Rajah (The Young Rajah) de Phil Rosen†
- Le Réquisitoire (Manslaughter) de Cecil B. DeMille
- Un voyage à Paramount-Ville (A Trip to Paramountown), court métrage de promotion de Paramount

#### 1923
- L'Appel de la vallée (The Call of the Canyon) de Victor Fleming
- La Caravane vers l'Ouest (The Covered Wagon) de James Cruze
- Les Dix Commandements (The Ten Commandments) de Cecil B. DeMille
- Hollywood de James Cruze†

#### 1924
- Empty Hands de Victor Fleming
- Larmes de reine (Her Love Story) d'Allan Dwan†
- Les Loups de Montmartre (The Humming Bird) de Sidney Olcott
- Marins (Code of the Sea) de Victor Fleming
- Monsieur Beaucaire de Sidney Olcott
- Peter Pan de Herbert Brenon
- Scandale (A Socitey Scandal) d'Allan Dwan†
- Tricheuse (Manhandled) d'Allan Dwan
- Le Vainqueur (The Alaskan) de Herbert Brenon†

#### 1925
- The Best People de Sidney Olcott
- Le Cargo infernal (The Devil's Cargo) de Victor Fleming
- La Charmeuse (The Charmer) de Sidney Olcott
- Détresse (That Royle Girl) de D. W. Griffith
- L'École des mendiants (The Street of Forgotten Men) de Herbert Brenon
- Le Fils prodigue (The Wanderer) de Raoul Walsh
- Incognito de Monta Bell
- Lord Jim de Victor Fleming
- Matador (The Spaniard) de Raoul Walsh
- Not So Long Ago de Sidney Olcott†
- Le Prix d'une folie (The Coast of Folly) d'Allan Dwan†
- Rugged Water d'Irvin Willat†
- Salome of the Tenements de Sidney Olcott
- Vedette (Stage Struck) d'Allan Dwan

#### 1926
- Aïe, mes aïeux ! (So's Your Old Man) de Gregory La Cava
- Dancing Mothers de Herbert Brenon
- The Lucky Lady de Raoul Walsh
- Mantrap de Victor Fleming
- Mondaine (Fine Manners) de Richard Rosson
- Raymond s'en va-t-en guerre (Hands Up!) de Clarence G. Badger
- Sea Horses d'Allan Dwan
- Sultane de Raoul Walsh
- Vaincre ou mourir (Old Ironsides) de James Cruze
- Volcano de William K. Howard

#### 1927
- A Gentleman of Paris de Harry d'Abbadie d'Arrast
- Les Ailes (Wings) de William A. Wellman
- Caballero (The Gay Defender) de Gregory La Cava
- Casey at the Bat de Monte Brice
- Le Coup de foudre (It) de Clarence G. Badger
- Dans la peau du lion (Running Wild) de Gregory La Cava
- Le Démon de l'Arizona (Arizona Bound) de John Waters†
- Les Enfants du divorce (Children of Divorce) de Frank Lloyd et Josef von Sternberg
- Frivolités (Fashions for Women) de Dorothy Arzner
- Hotel Imperial de Mauritz Stiller
- Hula de Victor Fleming
- Love's Greatest Mistake d'A. Edward Sutherland†
- Monsieur Albert (Service for Ladies) de Harry d'Abbadie d'Arrast†
- Nevada de John Waters
- Le Prince aux gondoles (Honeymoon Hate) de Luther Reed
- Quand la chair succombe (The Way of All Flesh) de Victor Fleming
- Rough House Rosie de Frank R. Strayer†
- Sapeurs... sans reproche (Fireman, Save My Child) d'A. Edward Sutherland
- Soft Cushions d'Edward F. Cline†
- The Spotlight de Frank Tuttle†

#### 1928
- A Night of Mystery de Lothar Mendes†
- L'amour joue et gagne (Three Week Ends) de Clarence G. Badger†
- Avalanche d'Otto Brower†
- Le Bateau de nos rêves (The First Kiss) de Rowland V. Lee†
- La Belle aux cheveux roux (Red Hair) de Clarence G. Badger†
- The Big Killing de F. Richard Jones
- Ce bon monsieur Hunter (Fools for Luck) de Charles Reisner
- Comment on les mate ! (The Water Hole) de F. Richard Jones
- Condamnez-moi (Love and Learn) de Frank Tuttle†
- Crépuscule de gloire (The Last Command) de Josef von Sternberg
- Les Damnés de l'océan (The Docks of New York) de Josef von Sternberg
- Deux Honnêtes Fripouilles (Partners in Crime) de Frank R. Strayer
- Doomsday de Rowland V. Lee
- Épouvante (Something Always Happens) de Frank Tuttle
- Les Fautes d'un père (Sins of the Fathers) de Ludwig Berger
- Feel My Pulse de Gregory La Cava
- Femme (The Magnificent Flirt) de Harry d'Abbadie d'Arrast
- Le Figurant de la Gaîté (His Tiger Wife) de Hobart Henley
- Gentlemen Prefer Blondes de Malcolm St. Clair†
- Mariage à l'essai (Half a Bride) de Gregory La Cava
- Les Mendiants de la vie (Beggars of Life) de William A. Wellman
- Pan dans le mille (Warming Up) de Fred C. Newmeyer
- Le Patriote (The Patriot) d'Ernst Lubitsch
- Peggy et sa vertu (Take Me Home) de Marshall Neilan†
- Les Pilotes de la mort (Legion of the Condemned) de William A. Wellman
- Quand la flotte atterrit (The Fleet's In) de Malcolm St. Clair
- La Rafle (The Dragnet) de Josef von Sternberg
- Le Rêve immolé (The Shopworn Angel) de Richard Wallace
- La Ronde infernale de Luitz-Morat
- La Rue des péchés (Street of Sin) de Mauritz Stiller
- Sa vie privée (His Private Life) de Frank Tuttle
- Le Spahi (Beau Sabreur) de John Waters
- Sur les pistes du Sud (Pioneer Scout) de Lloyd Ingraham et Alfred L. Werker
- La Symphonie nuptiale (The Wedding March) d'Erich von Stroheim†
- Les Trois Coupables (Three Sinners) de Rowland V. Lee†
- Tu ne tueras pas ! (Ladies of the Mob) de William A. Wellman†
- Wife Savers de Ralph Ceder†

#### 1929
- L'Affaire Greene (The Greene Murder Case) de Frank Tuttle
- Applause de Rouben Mamoulian
- L'Aspirant détective (The Dummy) de Robert Milton
- L'Assommeur (Thunderbolt) de Josef von Sternberg
- La Cadette (The Saturday Night Kid) d'A. Edward Sutherland
- Le Calvaire de Lena X (The Case of Lena Smith) de Josef von Sternberg†
- Le Célèbre Capitaine Blake (The River of Romance) de Richard Wallace
- La Chanson de Paris (Innocents of Paris) de Richard Wallace
- Le Chant du loup (The Wolf Song) de Victor Fleming
- Chimères (Fast Company) d'A. Edward Sutherland
- La Danseuse de corde (Dangerous Curves) de Lothar Mendes
- Le Démon des tropiques (A Dangerous Woman) de Rowland V. Lee et Gerald Grove
- Le Docteur Amour (The Love Doctor) de Melville W. Brown
- Les Endiablées (The Wild Party) de Dorothy Arzner
- Force (The Mighty) de John Cromwell
- L'Homme que j'aime (The Man I Love) de William A. Wellman
- Jealousy de Jean de Limur†
- The Letter de Jean de Limur
- Mensonges (Betrayal) de Lewis Milestone
- Le Meurtre du canari (The Canary Murder Case) de Malcolm St. Clair et Frank Tuttle
- The Mysterious Dr. Fu Manchu de Rowland V. Lee
- Noix de coco (The Cocoanuts) de Robert Florey et Joseph Santley
- Parade d'amour (The Love Parade) d'Ernst Lubitsch
- Pointed Heels d'A. Edward Sutherland
- Quartier chinois (Chinatown Nights) de William A. Wellman
- Le Retour de Sherlock Holmes (The Return of Sherlock Holmes) de Basil Dean
- Stairs of Sand d'Otto Brower
- Le Trou dans le mur (The Hole in the Wall) de Robert Florey
- Le Virginien (The Virginian) de Victor Fleming
- Woman Trap de William A. Wellman

### Années 1930

#### 1930
- A Man from Wyoming de Rowland V. Lee
- Byrd au pôle Sud (With Byrd at the South Pole)
- Cœurs brûlés (Morocco) de Josef von Sternberg
- L'Explorateur en folie (Animal Crackers) de Victor Heerman
- Fast and Loose de Fred C. Newmeyer
- Follow the Leader de Norman Taurog
- La Grande Mare (The Big Pond) de Hobart Henley
- Grumpy de George Cukor et Cyril Gardner
- Her Wedding Night de Frank Tuttle
- Honey de Wesley Ruggles
- Laughter de Harry d'Abbadie d'Arrast
- The Light of Western Stars d'Otto Brower et Edwin H. Knopf
- Love Among the Millionaires de Frank Tuttle
- Men Are Like That de Frank Tuttle
- Monte-Carlo d'Ernst Lubitsch
- Only the Brave de Frank Tuttle
- Paramount on Parade, film collectif
- The Return of Dr. Fu Manchu de Rowland V. Lee
- The Right to Love de Richard Wallace
- La Rue de la chance (Street of Chance) de John Cromwell
- Seven Days Leave de Richard Wallace
- Sous le maquillage (Behind the Make-Up) de Robert Milton
- The Texan de John Cromwell
- Tom Sawyer de John Cromwell
- True to the Navy de Frank Tuttle
- Une belle brute (Manslaughter) de George Abbott
- Le Vagabond roi (The Vagabond King) de Ludwig Berger
- The Virtuous Sin de George Cukor et Louis Gasnier
- Young Man of Manhattan de Monta Bell

#### 1931
- À mi-chemin du ciel d'Alberto Cavalcanti
- Agent X 27 (Dishonored) de Josef von Sternberg
- L'Ange de la nuit (The Night Angel) d'Edmund Goulding
- L'Attaque de la caravane (Fighting Caravans) d'Otto Brower et David Burton
- Les Carrefours de la ville (City Streets) de Rouben Mamoulian
- Le Chemin du divorce (The Road to Reno) de Richard Wallace
- Daughter of the Dragon de Lloyd Corrigan
- Déloyale (Unfaithful) de John Cromwell
- Docteur Jekyll et Mister Hyde (Dr. Jekyll and Mr. Hyde) de Rouben Mamoulian
- The False Madonna de Stuart Walker
- Finn and Hattie de Norman Taurog et Norman Z. McLeod
- The Girl Habit d'Edward F. Cline
- Honor Among Lovers de Dorothy Arzner
- The House That Shadows Built
- I Take This Woman de Marion Gering
- Kick In de Richard Wallace
- Ladies' Man de Lothar Mendes
- The Lawyer's Secret de Louis Gasnier et Max Marcin
- Le Lieutenant souriant (The Smiling Lieutenant) d'Ernst Lubitsch
- Man of the World de Richard Wallace
- Monnaie de singe (Monkey Business) de Norman Z. McLeod
- My Sin de George Abbott
- No Limit de Frank Tuttle
- Le Petit Café de Ludwig Berger
- Le Réquisitoire de Dimitri Buchowetzki
- Sa femme (His Woman) d'Edward Sloman
- Scandal Sheet de John Cromwell
- Secrets of a Secretary de George Abbott
- Sooky de Norman Taurog
- Tarnished Lady de George Cukor
- Une tragédie américaine (An American Tragedy) de Josef von Sternberg
- The Vice Squad de John Cromwell
- Vingt-quatre Heures (24 Hours) de Marion Gering
- Working Girls de Dorothy Arzner

#### 1932
- 70,000 Witnesses de Ralph Murphy
- L'Adieu aux armes (A Farewell to Arms) de Frank Borzage
- Aimez-moi ce soir (Love Me Tonight) de Rouben Mamoulian
- La Belle Nuit (This Is the Night) de Frank Tuttle
- Blanco, seigneur des prairies (Wild Horse Mesa) de Henry Hathaway
- Blonde Vénus (Blonde Venus) de Josef von Sternberg
- Les Danseurs dans la nuit (Dancers in the Dark) de David Burton
- Le Démon du sous-marin (Devil and the Deep) de Marion Gering
- Evenings for Sale de Stuart Walker
- Folies olympiques (Million Dollar Legs) d'Edward F. Cline
- Haute Pègre (Trouble in Paradise) d'Ernst Lubitsch
- Heritage of the Desert de Henry Hathaway
- Hot Saturday de William A. Seiter
- L'Homme que j'ai tué (Broken Lullaby) d'Ernst Lubitsch
- L'Île du docteur Moreau (Island of Lost Souls) d'Erle C. Kenton
- Madame Butterfly de Marion Gering
- Madame Racketeer d'Alexander Hall et Harry Wagstaff Gribble
- Merrily We Go to Hell de Dorothy Arzner
- Miche de Jean de Marguenat
- The Miracle Man de Norman Z. McLeod
- Le Monde et la Chair (The World and the Flesh) de John Cromwell
- The Night of June 13 de Stephen Roberts
- Nuit après nuit (Night After Night) d'Archie Mayo
- Plumes de cheval (Horse Feathers) de Norman Z. McLeod
- Le Président fantôme (The Phantom President) de Norman Taurog
- Le Provocateur (Lady and Gent) de Stephen Roberts
- Le Revenant (The Man from Yesterday) de Berthold Viertel
- Shanghaï Express (Shanghai Express) de Josef von Sternberg
- Si j'avais un million (If I Had a Million), film collectif
- Le Signe de la croix (The Sign of the Cross) de Cecil B. DeMille
- Singapore Sue de Casey Robinson
- Sinners in the Sun d'Alexander Hall
- Strangers in Love de Lothar Mendes
- Le Théâtre chez soi de Robert Bossis
- Two Kinds of Women de William C. de Mille
- Un mauvais garçon (No Man of Her Own) de Wesley Ruggles
- Une heure près de toi (One Hour with You) d'Ernst Lubitsch et George Cukor

#### 1933
- L'Aigle et le Vautour (The Eagle and the Hawk) de Stuart Walker
- Le Cantique des cantiques (Song of Songs) de Rouben Mamoulian
- Celle qu'on accuse (The Woman Accused) de Paul Sloane
- Le Chant du berceau (Cradle Song) de Mitchell Leisen
- Chanteuse de cabaret (Torch Singer) d'Alexander Hall et George Somnes (en)
- College Humor de Wesley Ruggles
- Le Fou des îles (White Woman) de Stuart Walker
- From Hell to Heaven d'Erle C. Kenton
- Gambling Ship de Louis Gasnier et Max Marcin
- International House d'A. Edward Sutherland
- Je ne suis pas un ange (I'm No Angel) de Wesley Ruggles
- Jennie Gerhardt de Marion Gering
- Kaspa, fils de la brousse (King of the Jungle) de H. Bruce Humberstone et Max Marcin
- Lady Lou (She Done Him Wrong) de Lowell Sherman
- La Lune à trois coins (Three Cornered Moon) d'Elliott Nugent
- Mama Loves Papa de Norman Z. McLeod
- Man of the Forest de Henry Hathaway
- Monsieur Bébé (A Bedtime Story) de Norman Taurog
- Murders in the Zoo d'A. Edward Sutherland
- One Sunday Afternoon de Stephen Roberts
- Princesse Nadia (Tonight Is Ours) de Stuart Walker
- La Ruée fantastique (The Thundering Herd) de Henry Hathaway
- Sérénade à trois (Design for Living) d'Ernst Lubitsch
- La Soupe au canard (Duck Soup) de Leo McCarey
- Sunset Pass de Henry Hathaway
- Tillie and Gus de Francis Martin
- Too Much Harmony d'A. Edward Sutherland
- Un soir de réveillon de Karl Anton
- Under the Tonto Rim de Henry Hathaway

#### 1934
- All of Me de James Flood
- Bolero de Wesley Ruggles
- C'est pour toujours (Now and Forever) de Henry Hathaway
- Caprice de femmes (Enter Madame) d'Elliott Nugent
- Ce n'est pas un péché (Belle of the Nineties) de Leo McCarey
- Cléopâtre (Cleopatra) de Cecil B. DeMille
- College Rhythm de Norman Taurog
- La Demoiselle du téléphone (Ladies Should Listen) de Frank Tuttle
- La Dernière Ronde (The Last Round-Up) de Henry Hathaway
- L'École de la beauté (Search for Beauty) d'Erle C. Kenton
- Four Frightened People de Cecil B. DeMille
- Les Gars de la marine (Come On Marines!) de Henry Hathaway
- L'Impératrice rouge (The Scarlet Empress) de Josef von Sternberg
- Kiss and Make-Up de Harlan Thompson et Jean Negulesco
- La Métisse (Behold My Wife) de Mitchell Leisen
- La mort prend des vacances (Death Takes a Holiday) de Mitchell Leisen
- Mrs. Wiggs of the Cabbage Patch de Norman Taurog
- Mystères de Londres (Limehouse Blues) d'Alexander Hall
- La Parade du rire (The Old Fashioned Way) de William Beaudine
- Poker Party (Six of a Kind) de Leo McCarey
- Princesse par intérim (Thirty-Day Princess) de Marion Gering
- Rythmes d'amour (Murder at the Vanities) de Mitchell Leisen
- Une femme diabolique (The Notorious Sophie Lang) de Ralph Murphy
- Une riche affaire (It's a Gift) de Norman Z. McLeod
- We're Not Dressing de Norman Taurog
- The Witching Hour de Henry Hathaway

#### 1935
- Les Ailes dans l'ombre (Wings in the Dark) de James Flood
- Aller et Retour (The Gilded Lily) de Wesley Ruggles
- La Clé de verre (The Glass Key) de Frank Tuttle
- Les Croisades (The Crusades) de Cecil B. DeMille
- La Dernière Rumba (Rumba) de Marion Gering
- L'Emprise du passé (Without Regret) de Harold Young
- La Femme et le Pantin (The Devil Is a Woman) de Josef von Sternberg
- L'Infernale Poursuite (Car 99) de Charles Barton
- Intelligence Service de Louis Gasnier et Charles Barton
- It's a Great Life d'Edward F. Cline
- Je veux me marier (The Bride Comes Home) de Wesley Ruggles
- Jeux de mains (Hands Across the Table) de Mitchell Leisen
- Mississippi de Wesley Ruggles et A. Edward Sutherland
- Mondes privés (Private Worlds) de Gregory La Cava
- Peter Ibbetson de Henry Hathaway
- Qui ? (College Scandal) d'Elliott Nugent
- Roses de sang (So Red the Rose) de King Vidor
- Sa Majesté s'amuse (All the King's Horses) de Frank Tuttle
- Shanghai de James Flood
- Les Trois Lanciers du Bengale (The Lives of a Bengal Lancer) de Henry Hathaway

#### 1936
- Annie du Klondike (Klondike Annie) de Raoul Walsh
- L'Appel de la folie (College Holiday) de Frank Tuttle
- Bonne Blague (Wedding Present) de Richard Wallace
- Calibre neuf millimètres (Murder with Pictures) de Charles Barton
- Collegiate de Ralph Murphy
- Corsaires de l'air (Border Flight) d'Otho Lovering
- Désir (Desire) de Frank Borzage
- Enfants abandonnés (Too Many Parents) de Robert F. McGowan
- L'Espionne Elsa (Till We Meet Again) de Robert Florey
- F-Man d'Edward F. Cline
- La Fille du bois maudit (The Trail of the Lonesome Pine) de Henry Hathaway
- Le général est mort à l'aube (The General Died at Dawn) de Lewis Milestone
- Hollywood Boulevard de Robert Florey
- L'Homme à l'héliotrope (Forgotten Faces) d'Ewald André Dupont
- L'Homme sans visage (The Preview Murder Mystery) de Robert Florey
- Hula, fille de la brousse (The Jungle Princess) de Wilhelm Thiele
- I Loved a Soldier de Henry Hathaway
- La Légion des damnés (The Texas Rangers) de King Vidor
- Le Retour de Sophie Lang de George Archainbaud
- Rhythm on the Range de Norman Taurog
- Sans foyer (Timothy's Quest) de Charles Barton
- Transatlantic Follies de Lewis Milestone
- Treize Heures dans l'air (Thirteen Hours by Air) de Mitchell Leisen
- Une aventure de Buffalo Bill (The Plainsman) de Cecil B. DeMille
- Une princesse à bord (The Princess Comes Across) de William K. Howard

#### 1937
- À Paris tous les trois (I Met Him in Paris) de Wesley Ruggles
- Âmes à la mer (Souls at Sea) de Henry Hathaway
- L'Amour à Waikiki (Waikiki Wedding) de Frank Tuttle
- Ange (Angel) d'Ernst Lubitsch
- Artistes et Modèles (Artists and Models) de Raoul Walsh
- The Barrier de Lesley Selander
- Champagne valse (Champagne Waltz) d'A. Edward Sutherland
- Le Démon sur la ville (Maid of Salem) de Frank Lloyd
- Le Dernier Train de Madrid (Last train From Madrid) de James Patrick Hogan
- Exclusive d'Alexander Hall
- La Fille de Shanghai (Daughter of Shanghai) de Robert Florey
- La Folle Confession (True Confession) de Wesley Ruggles
- La Furie de l'or noir (High, Wide and Homesome) de Rouben Mamoulian
- La Loi du milieu (Internes Can't Take Money) d'Alfred Santell
- Murder Goes to College de Charles Reisner
- Romance burlesque (Thrill of a Lifetime) de George Archainbaud
- Sa dernière carte (Her Husband Lies) d'Edward Ludwig
- Sophie Lang s'évade (Sophie Lang Goes West) de Charles Reisner
- This Way Please de Robert Florey
- Trompette Blues (Swing High, Swing Low) de Mitchell Leisen
- La Ville du diable (Born to the West) de Charles Barton
- Le Voilier maudit (Ebb Tide) de James Patrick Hogan

#### 1938
- Les Bébés turbulents (Sing, You Sinners) de Wesley Ruggles
- La Belle de Mexico (Tropic Holiday) de Theodore Reed
- Big Broadcast of 1938 (The Big Broodcast of 1938) de Mitchell Leisen
- Campus Confessions de George Archainbaud
- Casier judiciaire (You and Me) de Fritz Lang
- College Swing de Raoul Walsh
- Dangerous to Know de Robert Florey
- L'Évadé d'Alcatraz (King of Alcatraz) de Robert Florey
- La Faute d'un père (Ride a Crooked Mile) d'Alfred E. Green
- Les Flibustiers (The Buccaneer) de Cecil B. DeMille
- Les Gars du large (Spawn of the North) de Henry Hathaway
- Give Me a Sailor d'Elliott Nugent
- Les Hommes volants (Men with Wings) de William A. Wellman
- La Huitième Femme de Barbe-Bleue (Bluebeard's Eighth Wife) d'Ernst Lubitsch
- Noix-de-Coco Bar (Cocoanut Grove) d'Alfred Santell
- Le Roi des gueux (If I Were King) de Frank Lloyd
- La Ruée sauvage (The Texans) de James Patrick Hogan
- Tom Sawyer détective (Tom Sawyer, Detective) de Louis King
- Toura, déesse de la jungle (Her Jungle Love) de George Archainbaud

#### 1939
- La Baronne de minuit (Midnight) de Mitchell Leisen
- Beau Geste (Beau Geste) de William A. Wellman
- Chirurgiens (Disputed Passage) de Frank Borzage
- Invitation au bonheur (Invitation to Happiness) de Wesley Ruggles
- L'Irrésistible Monsieur Bob (Man about Town) de Mark Sandrich
- La Lumière qui s'éteint (The Light That Failed) de William A. Wellman
- Le Mystère de la maison Norman (The Cat and the Canary) d'Elliott Nugent
- Pacific Express (Union Pacific) de Cecil B. DeMille
- St. Louis Blues de Raoul Walsh
- Zaza de George Cukor

### Années 1940

#### 1940
- L'Aventure d'une nuit (Remember the Night) de Mitchell Leisen
- En route vers Singapour (Road to Singapore) de Victor Schertzinger
- Éveille-toi mon amour Arise, My Love de Mitchell Leisen
- Le Gros Lot (Christmas in July) de Preston Sturges
- Le Mystère du château maudit (The Ghost Breakers) de George Marshall
- Nuits birmanes (Moon Over Burma) de Louis King
- Swing Romance (Second Chorus) de H. C. Potter
- Les Tuniques écarlates (North West Mounted Police) de Cecil B. DeMille
- Typhon (Typhoon) de Louis King

#### 1941
- Aloma, princesse des îles (Aloma of the South Seas) d'Alfred Santell
- Among the Living de Stuart Heisler
- L'Engagé volontaire (Caught in the Draft) de David Butler
- En route vers Zanzibar (Road to Zanzibar) de Victor Schertzinger
- L'Escadrille des jeunes (I Wanted Wings) de Mitchell Leisen
- La Folle Alouette (Skylark) de Mark Sandrich
- Par la porte d'or (Hold Back the Dawn) de Mitchell Leisen
- Un cœur pris au piège (The Lady Eve) de Preston Sturges
- Les Voyages de Sullivan (Sullivan's Travels) de Preston Sturges

#### 1942
- Au pays du rythme (Star Spangled Rythm) de George Marshall
- La Clé de verre (The Glass Key) de Stuart Heisler
- En route vers le Maroc (Road to Morocco) de David Butler
- L'escadre est au port (The Fleet's In) de Victor Schertzinger
- Espionne aux enchères (The Lady Has Plans) de Sidney Lanfield
- La Fille de la forêt (The Forest Rangers) de George Marshall
- L'amour chante et danse (Holiday Inn) de Mark Sandrich
- L'Inspiratrice (The Great Man's Lady) de William A. Wellman
- Mabok, l'éléphant du diable (Beyond the Blue Horizon) d'Alfred Santell
- Ma femme est une sorcière (I Married a witch) de René Clair
- Madame et ses flirts (The Major and the minor) de Preston Sturges
- Les Naufrageurs des mers du Sud (Reap the Wild Wind) de Cecil B. DeMille
- Tueur à gages (This Gun for Hire) de Frank Tuttle
- Uniformes et Jupons courts (I Married a Witch) de Billy Wilder

#### 1943
- La Boule de cristal (The Crystal Ball) d'Elliott Nugent
- Celles que fiers nous saluons (So Proudly We Hail!) de Mark Sandrich
- Les Cinq Secrets du désert (Five Graves to Cairo) de Billy Wilder
- La Dangereuse Aventure (No Time for Love) de Mitchell Leisen
- Le Défilé de la mort (China) de John Farrow
- Dixie (Dixie) d'A. Edward Sutherland
- Pour qui sonne le glas (For Whom the Bell Tolls) de Sam Wood

#### 1944
- L'amour cherche un toit (Standing room Only) de Sidney Lanfield
- Assurance sur la mort (Double Indemnity) de Billy Wilder
- L'aventure vient de la mer (Frenchman's Creek) de Mitchell Leisen
- Le bonheur est pour demain (And Now Tomorrow) d'Irving Pichel
- Espions sur la Tamise (Ministry of Fear) de Fritz Lang
- Héros d'occasion (Hail the Conquering Hero) de Preston Sturges
- Lona la sauvageonne (Rainhow Island) de Ralph Murphy
- Miracle au village (The Miracle of Morgan's Creek) de Preston Sturges
- Les Nuits ensorcelées (Lady in the dark) de Mitchell Leisen
- L'Odyssée du docteur Wassell (The Story of Dr. Wassell) de Cecil B. DeMille
- Quatre Flirts et un cœur (And the Angels Sing) de George Marshall
- La Route semée d'étoiles (Going My Way) de Leo McCarey
- Une femme sur les bras (Practically Yours) de Mitchell Leisen

#### 1945
- La Duchesse des bas-fonds (Kitty) de Mitchell Leisen
- Duffy's Tavern de Hal Walker
- Mascarade à Mexico (Masquerade in Mexico) de Mitchell Leisen
- L'Or et les Femmes (Bring on the Girls) de Sidney Lanfield
- Le Poids d'un mensonge (Love Letters) de William Dieterle
- Le Poison (The Lost Weekend) de Billy Wilder
- Un héritage sur les bras (Murder, He Says) de George Marshall

#### 1946
- À chacun son destin (To Each His Own) de Mitchell Leisen
- Amazone moderne (The Bride Wore Boots) d'Irving Pichel
- Le Bel Espoir (Miss Susie Slagle's) de John Berry
- Californie terre promise (California) de John Farrow
- Champagne pour deux (The Well-Groomed Bride) de Sidney Lanfield
- Le Dahlia bleu (The Blue Dahlia) de George Marshall
- L'Emprise du crime (The Strange Love of Martha Ivers) de Lewis Milestone
- En route vers l'Alaska (Road to Utopia) de Hal Walker
- La Mélodie du bonheur (Blue Skies) de Stuart Heisler

#### 1947
- Les Anneaux d'or (Golden Earrings) de Mitchell Leisen
- La Brune de mes rêves (My Favorite Brunette) d'Elliott Nugent
- Les Conquérants d'un nouveau monde (Unconquered) de Cecil B. DeMille
- Les Corsaires de la terre (Wild Harvest) de Tay Garnett
- Les Exploits de Pearl White (The Perils of Pauline) de George Marshall
- En route vers Rio (Road to Rio) de Norman Z. McLeod
- La Furie du désert (Desert Fury) de Lewis Allen
- Hollywood en folie (Variety Girl) de George Marshall
- Ma femme, la capitaine (Suddenly, It's Spring) de Mitchell Leisen

#### 1948
- Deux Sacrées Canailles (The Sainted Sisters) de William D. Russell
- La Grande Horloge (The Big Clock) de John Farrow
- Raccrochez, c'est une erreur ! (Sorry, Wrong Number) d'Anatole Litvak
- La Scandaleuse de Berlin (A Foreign Affair) de Billy Wilder
- Trafic à Saïgon (Saigon) de Leslie Fenton
- La Valse de l'Empereur (The Emperor Waltz) de Billy Wilder
- Visage pâle ou Malec chez les Indiens(The Paleface) de Norman Z. McLeod

#### 1949
- L'Ange endiablé (Red, Hot and Blue) de John Farrow
- La Corde de sable (Rope of Sand) de William Dieterle
- L'Héritière (The Heiress) de William Wyler
- L'Homme au chewing-gum (Manhandled) de Lewis R. Foster
- Ma bonne amie Irma (My Friend Irma) de George Marshall
- Les Mirages de la peur (The Accused) de William Dieterle
- Le Prix du silence (The Great Gatsby) d'Elliott Nugent
- Samson et Dalila (Samson and Delilah) de Cecil B. DeMille
- Un Yankee à la cour du roi Arthur (A Connecticut Yankee in King Arthur's Court) de Tay Garnett
- La Vengeance des Borgia (Bride of Vengeance) de Mitchell Leisen

### Années 1950

#### 1950
- Les Amants de Capri (September Affair) de William Dieterle
- Boulevard du crépuscule (Sunset Boulevard) de Billy Wilder
- Chaînes du destin (No Man of Her Own) de Mitchell Leisen
- La Femme à l'écharpe pailletée (The File on Thelma Jordon) de Robert Siodmak
- Les Furies (The Furies) d'Anthony Mann
- Maman est à la page (Let's Dance) de Norman Z. McLeod
- Tripoli (Tripoli) de Will Price

#### 1951
- Le Choc des mondes (When Worlds Collide) de Rudolph Maté
- Espionne de mon cœur (My Favorite Spy) de Norman Z. McLeod
- Le Gouffre aux chimères (Ace in the Hole) de Billy Wilder
- Histoire de détective (Detective Story) de William Wyler
- Une place au soleil (A Place in the Sun) de George Stevens

#### 1952
- En route vers Bali (Road to Bali) de Hal Walker
- Le Fils de visage pâle (Son of Paleface)
- Maître après le diable (Hurricane Smith) de Jerry Hopper
- Pour vous, mon amour (Just for You) d'Elliott Nugent
- Reviens petite Sheba (Come Back, Little Sheba) de Daniel Mann
- Sous le plus grand chapiteau du monde (The Greatest Show on Earth) de Cecil B. DeMille
- Un amour désespéré (Carrie) de William Wyler

#### 1953
- La Guerre des mondes (The War of the Worlds) de Byron Haskin
- L'Homme des vallées perdues (Shane) de George Stevens
- Houdini le grand magicien (Houdini) de George Marshall
- Le Souffle sauvage (Blowing Wild)
- Stalag 17 de Billy Wilder
- Vacances romaines (Roman Holiday) de William Wyler
- Vol sur Tanger (Flight to Tangier) de Charles Marquis Warren

#### 1954
- C'est pas une vie, Jerry (Living It Up) de Norman Taurog
- L'Éternel féminin (Forever female) d'Irving Rapper
- Fenêtre sur cour (Rear Window) d'Alfred Hitchcock
- Mambo de Robert Rossen
- Noël blanc (White Christmas) de Michael Curtiz
- La Piste des éléphants (Elephant Walk) de William Dieterle
- Quand la Marabunta gronde (The Naked Jungle) de Byron Haskin
- Sabrina de Billy Wilder
- Une fille de la province (The Country Girl) de George Seaton
- Un grain de folie (Knock on Wood) de Melvin Frank et Norman Panama

#### 1955
- Artistes et Modèles (Artists and Models) de Frank Tashlin
- La Cuisine des anges (We're No Angels) de Michael Curtiz
- La Main au collet (To Catch a Thief) d'Alfred Hitchcock
- Mais qui a tué Harry ? (The Trouble with Harry) d'Alfred Hitchcock
- La Maison des otages (The Desperate Hours) de William Wyler
- La Rose tatouée (The Rose Tattoo) de Daniel Mann
- Strategic Air Command d'Anthony Mann
- Une femme extraordinaire (Lucy Gallant) de Robert Parrish

#### 1956
- Le Bouffon du roi (The Court Jester) de Melvin Frank et Norman Panama
- Les Dix Commandements (The Ten Commandments) de Cecil B. DeMille
- Guerre et Paix (War and Peace) de King Vidor
- L'Homme qui en savait trop (The Man Who Knew Too Much) d'Alfred Hitchcock
- Le Roi des vagabonds (The Vagabond King) de Michael Curtiz

#### 1957
- À l'heure zéro (Zero Hour) de Hall Bartlett
- Amour frénétique (Loving You) de Hal Kanter
- Les Amours d'Omar Khayyam (Omar Khayyam) de William Dieterle
- Car sauvage est le vent (Wild is the Wind) de George Cukor
- Drôle de frimousse (Funny Face) de Stanley Donen
- Le Faiseur de pluie (The Rainmaker) de Joseph Anthony
- Règlements de comptes à O.K. Corral (Gunfight at the O.K. Corral) de John Sturges

#### 1958
- Bagarres au King Créole (King Creole) de Michael Curtiz
- Les Boucaniers (The Buccaneer) d'Anthony Quinn
- La Péniche du bonheur (Houseboat) de Melville Shavelson
- Sueurs froides (Vertigo) d'Alfred Hitchcock
- Le Chouchou du professeur (Teacher's Pet) de George Seaton

#### 1959
- Le Dernier Train de Gun Hill (Last Train from Gunhill) de John Sturges
- L'Orchidée noire (Black Orchid) de Martin Ritt
- Une espèce de garce (That Kind of Woman) de Sidney Lumet

### Années 1960

#### 1960
- Café Europa en uniforme (G. I. Blues) de Norman Taurog
- C'est arrivé à Naples (It Started in Naples) de Melville Shavelson
- La Diablesse en collant rose (Heller in Pink Tights) de George Cukor
- Psychose (Psycho) d'Alfred Hitchcock

#### 1961
- Diamants sur canapé (Breakfast at Tiffany's) de Blake Edwards
- Sous le ciel bleu de Hawaï (Blue Hawaii) de Norman Taurog
- La Vengeance aux deux visages (One-Eyed Jacks) de Marlon Brando

#### 1962
- Des filles... encore des filles (Girls! Girls! Girls!) de Norman Taurog
- L'Homme qui tua Liberty Valance (The Man Who Shot Liberty Valance) de John Ford
- Ma geisha (My Geisha) de Jack Cardiff

#### 1963
- L'Idole d'Acapulco (Fun in Acapulco) de Richard Thorpe
- Le Plus Sauvage d'entre tous (Hud) de Martin Ritt
- La Taverne de l'Irlandais (Donovan's Reef) de John Ford

#### 1964
- L'Homme à tout faire (Roustabout) de John Rich
- Sept Jours en mai (Seven Days in May) de John Frankenheimer

#### 1965
- L'Espion qui venait du froid (The Spy Who Came in From the Cold) de Martin Ritt
- Harlow, la blonde platine (Harlow) de Gordon Douglas
- Les Quatre Fils de Katie Elder (The Sons of Katie Elder) de Henry Hathaway
- Situation désespérée, mais pas sérieuse de Gottfried Reinhardt

#### 1966
- Alfie le dragueur de Lewis Gilbert
- Paradis hawaïen (Paradise, Hawaiian Style) de Michael D. Moore
- Propriété interdite de Sydney Pollack
- L'Opération diabolique (Seconds) de John Frankenheimer

#### 1967
- À cœur joie de Serge Bourguignon
- La Nuit des assassins (Warning Shot) de Buzz Kulik
- Le Dernier Safari (The Last Safari) de Henry Hathaway
- La Folle Mission du docteur Schaeffer (The President's Analyst) de Theodore J. Flicker (en)
- Le Grand Ours et l'Enfant (Gentle Giant) de James Neilson
- Pieds nus dans le parc (Barefoot in the Park) de Gene Saks
- Trois gars, deux filles et un trésor (Easy Come, Easy Go ...) de John Rich

#### 1968
- Les Frères siciliens (The Brotherhood) de Martin Ritt
- Chantage à la drogue (The Strange Affair) de David Greene
- Cinq Cartes à abattre (5 Card Stud) de Henry Hathaway
- Drôle de couple (The Odd Couple ; Un drôle de couple au Québec) de Gene Saks
- Rosemary's Baby (Le Bébé de Rosemary au Québec) de Roman Polanski
- Il était une fois dans l'Ouest (C'era una volta il West) de Sergio Leone
- Mission: Impossible vs. the Mob (en) (Mission Impossible Versus the Mob) de Paul Stanley
- Skidoo d'Otto Preminger
- Tarzan and the Jungle Boy (en) de Robert Gordon
- Pancho Villa (Villa Rides) de Buzz Kulik
- Will Penny, le solitaire (Will Penny) de Tom Gries

#### 1969
- Assassinats en tous genres (The Assassination Bureau) de Basil Dearden
- Cent Dollars pour un shérif (True Grit) de Henry Hathaway
- La Descente infernale (Downhill Racer) de Michael Ritchie
- La Kermesse de l'Ouest (Paint Your Wagon) de Joshua Logan
- Une fille nommée Amour de Sergio Gobbi

### Années 1970

#### 1970
- Catch 22 de Mike Nichols
- Les Derniers Aventuriers (The Adventurers) de Lewis Gilbert
- Dis-moi que tu m'aimes, Junie Moon (Tell Me That You Love Me, Junie Moon) d'Otto Preminger
- Love Story (Une histoire d'amour au Québec) d'Arthur Hiller
- Melinda (On a Clear Day You Can See Forever) de Vincente Minnelli
- Traître sur commande (The Molly Maguires) de Martin Ritt
- Tropique du Cancer (Tropic of Cancer) de Joseph Strick
- L'Ultime Randonnée (Little Fauss and Big Halsy) de Sidney J. Furie
- WUSA de Stuart Rosenberg

#### 1971
- Black Beauty de James Hill
- Des amis comme les miens (Such Good Friends) d'Otto Preminger
- Harold et Maude (Harold and Maude) de Hal Ashby
- Plaza Suite de Arthur Hiller
- Les Sentinelles du silence (Centinelas del silencio) de Robert Amram
- Un colt pour trois salopards (Hannie Caulder) de Burt Kennedy

#### 1972
- Libre à en crever (en) (The Legend of Nigger Charley) de Martin Goldman
- Le Parrain (The Godfather) de Francis Ford Coppola
- Les rebelles viennent de l'enfer (Bad Company) de Robert Benton
- Tombe les filles et tais-toi (Play It Again, Sam) de Herbert Ross

#### 1973
- Police Connection (Badge 373) de Howard Koch
- Barbe à papa (Paper Moon) de Peter Bogdanovich
- Charley le borgne (Charley One-Eye) de Don Chaffey
- Le Petit Monde de Charlotte (Charlotte's Web) de Charles August Nichols et Iwao Takamoto
- Les Copains d'Eddie Coyle (The Friends of Eddie Coyle) de Peter Yates
- Serpico de Sidney Lumet

#### 1974
- À cause d'un assassinat (The Parallax View) d'Alan J. Pakula
- Chinatown de Roman Polanski
- Conversation secrète (The Conversation) de Francis Ford Coppola
- Gatsby le Magnifique (The Great Gatsby) de Jack Clayton
- Le Parrain, 2e partie (The Godfather: Part II) de Francis Ford Coppola
- Le Petit Prince (The Little Prince) de Stanley Donen
- Phase IV de Saul Bass
- Plein la gueule (The Longest Yard) de Robert Aldrich
- Un justicier dans la ville (Death Wish) de Michael Winner

#### 1975
- La Cité des dangers (Hustle) de Robert Aldrich
- Coonskin de Ralph Bakshi
- Le Jour du fléau (The Day of the Locust) de John Schlesinger
- Nashville de Robert Altman
- La trahison se paie cash (en) (Framed) de Phil Karlson
- Les Trois Jours du Condor (Three Days of the Condor) de Sydney Pollack

#### 1976
- Bugsy Malone d'Alan Parker
- Le Bus en folie (The Big Bus) de James Frawley
- Le Dernier des géants (The Shootist) de Don Siegel
- Le Dernier Nabab (The Last Tycoon) d'Elia Kazan
- Le Locataire (The Tenant) de Roman Polanski
- King Kong de John Guillermin
- Marathon Man (Le Coureur de marathon au Québec) de John Schlesinger
- Mikey et Nicky (Mikey and Nicky) d'Elaine May
- Viol et Châtiment (Lipstick) de Lamont Johnson

#### 1977
- À la recherche de Mister Goodbar (Looking for Mr. Goodbar) de Richard Brooks
- Black Sunday (Dimanche noir au Québec) de John Frankenheimer
- Le Convoi de la peur (Sorcerer) de William Friedkin
- La Fièvre du samedi soir (Saturday Night Fever) de John Badham
- Les Galères de Charlie Brown (en) (Race for Your Life, Charlie Brown) de Bill Melendez et Phil Roman
- L'Île des adieux (Islands in the Stream) de Franklin Schaffner

#### 1978
- Le ciel peut attendre (Heaven Can Wait) de Warren Beatty et Buck Henry
- Drôle d'embrouille (Foul Play) de Colin Higgins
- En route vers le sud (Goin' South) de Jack Nicholson
- Faut trouver le joint (Up in Smoke) de Lou Adler
- Grease de Randal Kleiser
- Les Moissons du ciel de Terrence Malick
- La Petite (Pretty Baby) de Louis Malle

#### 1979
- Arrête de ramer, t'es sur le sable (Meatballs) d'Ivan Reitman
- L'Évadé d'Alcatraz (Escape from Alcatraz) de Don Siegel
- Les Guerriers de la nuit (The Warriors) de Walter Hill
- Merci d'avoir été ma femme (Starting Over) d'Alan J. Pakula
- Liés par le sang de Terence Young
- Prophecy : Le Monstre (Prophecy) de John Frankenheimer
- Smash (en) (Players) d'Anthony Harvey
- Star Trek, le film (Star Trek: The Motion Picture) de Robert Wise
- Les Taureaux de Dallas (North Dallas Forty) de Ted Kotcheff

### Années 1980

#### 1980
- American Gigolo de Paul Schrader
- Le Chasseur (The Hunter) de Buzz Kulik
- Des gens comme les autres (Ordinary People) de Robert Redford
- Le lion sort ses griffes (Rough Cut) de Don Siegel
- Phobia de John Huston
- Popeye de Robert Altman
- Urban Cowboy de James Bridges
- Vendredi 13 (Friday the 13th) de Sean S. Cunningham
- Y a-t-il un pilote dans l'avion ? (Airplane!) de Jim Abrahams et David Zucker

#### 1981
- Les Aventuriers de l'arche perdue (Raiders of the Lost Ark) de Steven Spielberg
- Le Dragon du lac de feu (Dragonslayer) de Matthew Robbins
- Fanatique (The Fan) d'Edward Bianchi (en)
- Maman très chère (Mommie Dearest) de Frank Perry
- Meurtres à la Saint-Valentin (My Bloody Valentine) de George Mihalka
- Reds (Les Rouges au Québec) de Warren Beatty
- Le Tueur du vendredi ou Vendredi 13, chapitre II (Friday the 13th Part 2) de Steve Miner

#### 1982
- 48 Heures (48 Hrs.) de Walter Hill
- Dressé pour tuer (White Dog) de Samuel Fuller
- Grease 2 de Patricia Birch (en)
- Jekyll and Hyde... Together Again de Jerry Belson
- Meurtres en 3 dimensions : Vendredi 13, 3e partie (Friday the 13th Part III) de Steve Miner
- Partners de James Burrows
- Star Trek 2 : La Colère de Khan (Star Trek: The Wrath of Khan) de Nicholas Meyer
- Y a-t-il enfin un pilote dans l'avion ? (Airplane II : The Sequel) de Ken Finkleman

#### 1983
- Daniel de Sidney Lumet
- La Loi des Seigneurs (en) (The Lords of Discipline) de Franc Roddam
- Les Pirates de l'île sauvage (Nate and Hayes) de Ferdinand Fairfax
- Retour vers l'enfer (Uncommon Valor) de Ted Kotcheff
- Staying Alive de Sylvester Stallone
- Tendres Passions (Terms of Endearment) de James L. Brooks
- Le Dernier Testament (Testament) de Lynne Littman
- Un fauteuil pour deux (Trading Places) de John Landis

#### 1984
- Falling in Love d'Ulu Grosbard
- Le Flic de Beverly Hills (Beverly Hills Cop) de Martin Brest
- Footloose de Herbert Ross
- Indiana Jones et le Temple maudit (Indiana Jones and the Temple of Doom) de Steven Spielberg
- Joy of Sex (en) de Martha Coolidge
- Star Trek 3 : À la recherche de Spock (Star Trek III: The Search for Spock) de Leonard Nimoy
- Voleur de désirs (Thief of Hearts) de Douglas Day Stewart
- Top secret ! (Top Secret!) de Jim Abrahams, David et Jerry Zucker
- Une défense canon (Best Defense) de Willard Huyck
- Vendredi 13 : Chapitre final (Friday the 13th: The Final Chapter) de Joseph Zito

#### 1985
- Les Chester en Floride (Summer Rental) de Carl Reiner
- Cluedo (Clue) de Jonathan Lynn
- Compromising Positions de Frank Perry
- D.A.R.Y.L. de Simon Wincer
- Explorers de Joe Dante
- Le Roi David (King David) de Bruce Beresford
- Rustlers' Rhapsody de Hugh Wilson
- Le Secret de la pyramide (Young Sherlock Holmes) de Barry Levinson
- Vendredi 13, chapitre V : Une nouvelle terreur (Friday the 13th: A New Beginning) de Danny Steinmann
- Witness de Peter Weir

#### 1986
- Blue Velvet de David Lynch
- La Brûlure (Heartburn) de Mike Nichols
- Le Contrat (Raw Deal) de John Irvin
- Crimes du cœur (Crimes of the Heart) de Bruce Beresford
- Crocodile Dundee de Peter Faiman (en)
- Les Enfants du silence (Children of a Lesser God) de Randa Haines
- La Folle Journée de Ferris Bueller (Ferris Bueller's Day Off ) de John Hughes
- Golden Child : L'Enfant sacré du Tibet (Golden Child) de Michael Ritchie
- Gung Ho, du saké dans le moteur de Ron Howard
- King Kong 2 (King Kong Lives) de John Guillermin
- Rose bonbon (Pretty in Pink) de Howard Deutch
- Le Sixième Sens (Manhunter) de Michael Mann
- Star Trek 4 : Retour sur Terre (Star Trek IV: The Voyage Home) de Leonard Nimoy
- Top Gun de Tony Scott
- Vendredi 13, chapitre VI : Jason le mort-vivant (Friday the 13th Part VI: Jason Lives ; Vendredi 13, chapitre VI : Jason le mort-vivant au Québec) de Tom McLoughlin
- Week-end de terreur (April Fool's Day) de Fred Walton

#### 1987
- Aux frontières de l'aube (Near Dark) de Kathryn Bigelow
- Evil Dead 2 de Sam Raimi
- Faux Témoin (The Bedroom Window) de Curtis Hanson
- Le Flic de Beverly Hills 2 (Beverly Hills Cop II) de Tony Scott
- Les Incorruptibles (The Untouchables) de Brian De Palma
- Liaison fatale (Fatal Attraction) d'Adrian Lyne
- Toubib malgré lui (Critical Condition) de Michael Apted
- Un ticket pour deux (Planes, Trains and Automobiles ; Voyages tous risques au Québec) de John Hughes
- L'Amour à l'envers (Some Kind of Wonderful) de Howard Deutch

#### 1988
- Les Accusés (The Accused ; Appel à la justice au Québec) de Jonathan Kaplan
- Crocodile Dundee 2 de John Cornell
- Fantômes en fête (Scrooged) de Richard Donner
- Presidio : Base militaire, San Francisco (The Presidio) de Peter Hyams
- Tucker (Tucker: The Man and His Dream) de Francis Ford Coppola
- Un prince à New York (Coming to America) de John Landis
- Vendredi 13, chapitre VII : Un nouveau défi (Friday the 13th Part VII: The New Blood) de John Carl Buechler
- La Vie en plus (She's Having a Baby) de John Hughes
- Y a-t-il un flic pour sauver la reine ? (The Naked Gun: From the Files of Police Squad! ; L'agent fait le farce au Québec) de David Zucker

#### 1989
- Black Rain de Ridley Scott
- Cousins de Joel Schumacher
- Deux Dollars sur un tocard (Let It Ride) de Joe Pytka
- Indiana Jones et la Dernière Croisade (Indiana Jones and the Last Crusade) de Steven Spielberg
- Les Indians (Major League ; Ligue majeure au Québec) de David S. Ward
- Les Maîtres de l'ombre (Fat Man and Little Boy ; Fat Man et Little Boy au Québec) de Roland Joffé
- Nous ne sommes pas des anges (We're No Angels) de Neil Jordan
- Les Nuits de Harlem (Harlem Nights) d'Eddie Murphy
- Shirley Valentine de Lewis Gilbert
- Simetierre (Pet Sematary ; Cimetière vivant au Québec) de Mary Lambert
- Star Trek 5 : L'Ultime Frontière (Star Trek V: The Final Frontier) de William Shatner
- Vendredi 13, chapitre VIII : L'Ultime Retour (Friday the 13th Part VIII: Jason Takes Manhattan ; Vendredi 13, chapitre VIII: Jason à Manhattan au Québec) de Rob Hedden (en)

### Années 1990

#### 1990
- 48 Heures de plus (Another 48 Hrs) de Walter Hill
- À la poursuite d'Octobre rouge (The Hunt for Red October) de John McTiernan
- Affaires privées (Internal Affairs) de Mike Figgis
- La Créature du cimetière (Graveyard Shift) de Ralph S. Singleton
- Darkside : Les Contes de la nuit noire (Tales from Darkside) de John Harrison
- État de force (A Show of Force) de Bruno Barreto
- Ghost (Mon fantôme d'amour au Québec) de Jerry Zucker
- Jours de tonnerre (Days of Thunder) de Tony Scott
- Le Parrain, 3e partie (The godfather : Part III) de Francis Ford Coppola
- The Two Jakes (Piège pour un privé au Québec) de Jack Nicholson

#### 1991
- À propos d'Henry (Regarding Henry) de Mike Nichols
- L'Arme parfaite (The Perfect Weapon) de Mark DiSalle
- La Famille Addams (The Addams Family) de Barry Sonnenfeld
- La Femme du boucher (The Butcher's Wife) de Terry Hughes (en)
- Frankie et Johnny (Frankie and Johnny) de Garry Marshall
- Star Trek 6 : Terre inconnue (Star Trek VI : The Undiscovered Country) de Nicholas Meyer
- True Colors de Herbert Ross
- Le Vol de l'Intruder (Flight of the Intruder) de John Milius
- Y a-t-il un flic pour sauver le président ? (The Naked Gun 2½: The Smell of Fear) (L'agent fait la farce 2 1/2: L'Odeur de la peur au Québec) de David Zucker

#### 1992
- 1492 : Christophe Colomb (1492: Conquest of Paradise) de Ridley Scott
- Boomerang de Reginald Hudlin
- Cool World (Le Monde de Cool au Québec) de Ralph Bakshi
- La Différence (School Ties ; Collège d'élite au Québec) de Robert Mandel
- En toute bonne foi (Leap of Faith) de Richard Pearce
- Les Hauts de Hurlevent (Wuthering Heights) de Peter Kosminsky
- Intimes Confessions (Whispers in the Dark) de Christopher Crowe (en)
- Jennifer 8 de Bruce Robinson
- Jeux de guerre (Patriot Games) de Phillip Noyce
- Simetierre 2 (Pet Sematary 2) de Mary Lambert
- Wayne's World (Le Monde de Wayne au Québec) de Penelope Spheeris

#### 1993
- Coneheads de Steve Barron
- Meurtre par intérim (The Temp ; L'Ambitieuse au Québec) de Tom Holland
- Proposition indécente (Indecent Proposal) d'Adrian Lyne
- Les Survivants (Alive) de Frank Marshall
- Les Valeurs de la famille Addams (Addams Family Values) de Barry Sonnenfeld
- Visiteurs extraterrestres (Fire in the Sky) de Robert Lieberman

#### 1994
- L'Amour en équation (I.Q.) de Fred Schepisi
- Lassie : Des amis pour la vie (Lassie) de Daniel Petrie
- Blue Chips de William Friedkin
- Danger immédiat (Clear and Present Danger),de Phillip Noyce
- Drop Zone (Zone critique au Québec) de John Badham
- Entre Lune et Terre (en) (Pontiac Moon) de Peter Medak
- Le Flic de Beverly Hills 3 (Beverly Hills Cop ) de John Landis
- Forrest Gump de Robert Zemeckis
- Gilbert Grape (What's Eating Gilbert Grape) de Lasse Hallström
- Intersection de Mark Rydell
- La Surprise (Milk Money ; Quand les gamins s'en mêlent au Québec) de Richard Benjamin
- Star Trek : Générations (Star Trek: Generations) de David Carson
- Un homme presque parfait (Nobody's Fool) de Robert Benton
- Wayne's World 2 (Le Monde selon Wayne au Québec) de Stephen Surjik
- Y a-t-il un flic pour sauver Hollywood ? (Naked Gun 33 1/3: The Final Insult ; L'agent fait la farce 33 1/3: L'Insulte finale au Québec) de Peter Segal

#### 1995
- Braveheart de Mel Gibson
- Losing Isaiah : Les Chemins de l'amour (Losing Isaiah) de Stephen Gyllenhaal
- Clueless (Les Collégiennes de Beverly Hills au Québec) d'Amy Heckerling
- Congo de Frank Marshall
- L'Indien du placard (The Indian in the Cupboard) de Frank Oz
- Jade de William Friedkin
- Meurtre en suspens (Nick of Time ; Par la peau des dents au Québec) de John Badham
- Programmé pour tuer (Virtuosity ; Virtuosité au Québec) de Brett Leonard
- Sabrina de Sydney Pollack
- Un vampire à Brooklyn (Vampire in Brooklyn) de Wes Craven
- Week-end en famille (Home for the Holidays) de Jodie Foster

#### 1996
- Au-delà des lois (Eye for an Eye ; Œil pour œil au Québec) de John Schlesinger
- Beavis et Butt-Head se font l'Amérique (Beavis and Butt-Head Do America) de Mike Judge et Yvette Kaplan
- Le Club des ex (The First Wives Club) de Hugh Wilson
- Le Fantôme du Bengale (The Phantom ; Le Fantôme au Québec) de Simon Wincer
- Harriet la petite espionne (Harriet the Spy) de Bronwen Hughes
- Los Angeles 2013 (Escape from L.A.) de John Carpenter
- Mission impossible de Brian De Palma
- Les Nouvelles Aventures de la famille Brady (A Very Brady Sequel ; Les Nouvelles Aventures de la tribu Brady au Québec) d'Arlene Sanford
- L'Ombre et la Proie (The Ghost and the Darkness ; Le Fantôme et les Ténèbres au Québec) de Stephen Hopkins
- La Peau sur les os (Thinner) de Tom Holland
- Peur primale (Primal Fear ; Terreur extrême au Québec) de Gregory Hoblit
- Star Trek : Premier Contact (Star Trek : First Contact) de Jonathan Frakes

#### 1997
- L'Amour de ma vie (Til there Was You ; Si on s'aimait au Québec) de Scott Winant (en)
- Le Collectionneur (Kiss the Girls ; Et tombent les filles au Québec) de Gary Fleder
- Dans l'ombre de Manhattan (Night Falls on Manhattan) de Sidney Lumet
- L'Éducatrice et le Tyran (The Beautician and the Beast ; La Beauté et la Brute au Québec) de Ken Kwapis
- Haute trahison (Shadow Conspiracy) de George Cosmatos
- In and Out (Le Pot aux roses au Québec) de Frank Oz
- Parties intimes (Private Parts) de Betty Thomas
- La Piste du tueur (Switchback) de Jeb Stuart
- Relic (The Relic ; La Relique au Québec) de Peter Hyams
- Le Saint (The Saint) de Phillip Noyce
- Titanic de James Cameron
- Volte-face (Face/Off ; Double Identité au Québec) de John Woo

#### 1998
- Deep Impact de Mimi Leder
- L'Heure magique (Twilight) de Robert Benton
- Il faut sauver le soldat Ryan (Saving Private Ryan) de Steven Spielberg
- Drôle de couple 2 (The Odd Couple II) de Howard Deutch
- Pile et Face (Sliding Doors ; Les Portes du destin au Québec) de Peter Howitt
- Pluie d'enfer (Hard Rain ; Alerte météo au Québec) de Mikael Salomon
- Préjudice (A Civil Action ; Une action au civil au Québec) de Steven Zaillian
- Les Razmoket, le film (The Rugrats Movie) d'Igor Kovalyov (en) et Norton Virgien
- Snake Eyes (Mauvais Œil au Québec) de Brian De Palma
- Star Trek : Insurrection (Star Trek: Insurrection) de Jonathan Frakes
- The Truman Show (Le Show Truman au Québec) de Peter Weir
- Un élève doué (Apt Pupil ; L'Élève doué au Québec) de Bryan Singer
- Un plan simple (A Simple Plan) de Sam Raimi
- Une nuit au Roxbury (A Night at the Roxbury) de John Fortenberry
- Event Horizon, le vaisseau de l'au-delà (Event Horizon) de Paul W. S. Anderson

#### 1999
- American Boys (Varsity Blues ; Les Pros du collège au Québec) de Brian Robbins
- L'Arriviste (Election ; Élection au Québec) d'Alexander Payne
- À tombeau ouvert (Bringing Out the Dead ; Ressusciter les morts au Québec) de Martin Scorsese
- Le Déshonneur d'Elisabeth Campbell (The General's Daughter ; La Fille du général) de Simon West
- Double Jeu (Double Jeopardy ; Double Condamnation au Québec) de Bruce Beresford
- Escapade à New York (The Out-of-Towners ; Les Banlieusards arrivent en ville au Québec) de Sam Weisman
- Just Married (ou presque) (Runaway Bride ; La mariée est en fuite au Québec) de Garry Marshall
- Sleepy Hollow de Tim Burton
- South Park, le film : Plus long, plus grand et pas coupé (South Park: Bigger Longer and Uncut) de Trey Parker
- Le Talentueux Mr Ripley (The Talented Mr. Ripley ; L'Enigmatique M. Ripley au Québec) d'Anthony Minghella

### Années 2000

#### 2000
- Le Bon Numéro (Lucky Numbers ; Combinaison gagnante au Québec) de Nora Ephron
- Ce que veulent les femmes (What Women Want ; Ce que femme veut au Québec) de Nancy Meyers
- L'Élue (Bless the Child ; Bénit soit l'enfant au Québec) de Chuck Russell
- L'Enfer du devoir (Rules of Engagement ; Les Règles d'engagement au Québec) de William Friedkin
- Jour blanc (Snow Day ; Jour de neige au Québec) de Chris Koch
- Mission impossible 2 (Mission: Impossible II) de John Woo
- Shaft de John Singleton
- Un couple presque parfait (The Next Best Thing ; Le Bonheur... ou presque au Québec) de John Schlesinger
- Wonder Boys (Des garçons épatants au Québec) de Curtis Hanson

#### 2001
- Carton rouge (Mean Machine) de Barry Skolnick
- Cash Express (Rat Race ; Course folle au Québec) de Jerry Zucker
- L'Intrus (Domestic Disturbance ; Drame familial au Québec) de Harold Becker
- Lara Croft: Tomb Raider (Lara Croft : Tomb Raider, le film au Québec) de Simon West
- Lucky Break de Peter Cattaneo
- Le Masque de l'araignée (Along Came a Spider) de Lee Tamahori
- Les Pieds sur terre (Down to Earth) de Chris et Paul Weitz
- The Score (Le Grand Coup au Québec) de Frank Oz
- Stalingrad (Enemy at the Gates ; Ennemi aux portes au Québec) de Jean-Jacques Annaud
- Zoolander de Ben Stiller

#### 2002
- Abandon de Stephen Gaghan
- Dérapages incontrôlés (Changing Lanes ; Changement de voie au Québec) de Roger Michell
- La Famille Delajungle, le film (The Wild Thornberrys Movie ; Les Thornberrys, le film au Québec) de Cathy Malkasian et Jeff McGrath
- Jackass, le film (Jackass: The Movie) de Jeff Tremaine
- Narc (Narco au Québec) de Joe Carnahan
- La Somme de toutes les peurs (The Sum of All Fears) de Phil Alden Robinson
- Star Trek : Nemesis (Star Trek: Némésis au Québec) de Stuart Baird

#### 2003
- Braquage à l'italienne (Italian Job ; Un boulot à l'italienne au Québec) de F. Gary Gray
- Comment se faire larguer en dix leçons (How to Lose a Guy in 10 Days ; Comment perdre son mec en dix jours au Québec) de Donald Petrie
- Dickie Roberts, ex enfant star (Dickie Roberts: Former Child Star) de Sam Weisman
- Lara Croft : Tomb Raider, le berceau de la vie (Lara Croft Tomb Raider: The Cradle of Life) de Jan de Bont
- Paycheck (La Paye au Québec) de John Woo
- Prisonniers du temps (Timeline) de Richard Donner
- Rock Academy (The School of Rock ; L'École du rock au Québec) de Richard Linklater

#### 2004
- Bob l'éponge, le film (The SpongeBob SquarePants Movie) de Stephen Hillenburg
- Collatéral (Collateral) de Michael Mann
- Dans les cordes (Against the Ropes) de Charles S. Dutton
- Les Désastreuses aventures des orphelins Baudelaire (Lemony Snicket's A Series of Unfortunate Events) de Brad Silberling
- Et l'homme créa la femme (The Stepford Wives) de Frank Oz
- Instincts meurtriers (Twisted) de Philip Kaufman
- Irrésistible Alfie (Alfie) de Charles Shyer
- Jusqu'au cou (Without a Paddle) de Steven Brill
- Lolita malgré moi (Mean Girls ; Méchantes Ados au Québec) de Mark Waters
- Les Notes parfaites (The Perfect Score) de Brian Robbins
- Team America, police du monde (Team America: World Police ;  Escouade américaine: Police du monde au Québec) de Trey Parker
- Trekkies 2 (en) de Roger Nygard (en) (documentaire)
- Un crime dans la tête (The Manchurian Candidate ; Le Candidat mandchou au Québec) de Jonathan Demme

#### 2005
- Æon Flux de Karyn Kusama
- La Guerre des mondes (War of the Worlds) de Steven Spielberg
- The Honeymooners de John Schultz
- Mi-temps au mitard (The Longest Yard ; Le Dernier Essai au Québec) de Peter Segal
- Murderball de Henry-Alex Rubin (en) et Dana Adam Shapiro (en)
- Quatre Frères (Four Brothers) de John Singleton
- Rencontres à Elisabethtown (Elizabethtown) de Cameron Crowe
- Réussir ou mourir (Get Rich or Die Tryin') de Jim Sheridan
- Le Secret de Brokeback Mountain (Brokeback Mountain ; Souvenirs de Brokeback Mountain au Québec) d'Ang Lee
- Une famille 2 en 1 (Yours, Mine and Ours ; Les tiens, les miens et les nôtres au Québec) de Raja Gosnell
- The Weather Man (Monsieur Météo au Québec) de Gore Verbinski

#### 2006
- Babel d'Alejandro González Iñárritu
- Bad News Bears de Richard Linklater
- Jackass deux, le film (Jackass: Number Two) de Jeff Tremaine
- Mission impossible 3 de J. J. Abrams
- Playboy à saisir de Tom Dey
- Super Nacho de Jared Hess
- Vacances sur ordonnance de Wayne Wang
- World Trade Center d'Oliver Stone

#### 2007
- Écrire pour exister de Richard LaGravenese
- La Ferme en folie de Steve Oedekerk
- Next de Lee Tamahori
- Le Petit Monde de Charlotte de Gary Winick
- Les Rois du patin de Josh Gordon
- Shooter, tireur d'élite d'Antoine Fuqua
- Zodiac de David Fincher
- Transformers de Michael Bay

#### 2008
- Drillbit Taylor, garde du corps (Drillbit Taylor) de Steven Brill
- Stop-Loss de Kimberly Peirce
- Les Chroniques de Spiderwick (The Spiderwick Chronicles) de Mark Waters
- Iron Man de Jon Favreau

#### 2009
- Palace pour chiens (Hotel for Dogs) de Thor Freudenthal
- Vendredi 13 (Friday the 13th) de Marcus Nispel
- Watchmen : Les Gardiens (Watchmen) de Zack Snyder
- Star Trek de J. J. Abrams
- Dance Movie (Dance Flick) de Damien Dante Wayans
- Dans ses rêves (Imagine That) de Karey Kirkpatrick
- Transformers 2 : La Revanche (Transformers: Revenge of the Fallen) de Michael Bay
- G.I. Joe : Le Reveil du Cobra (G.I. Joe: The Rise of Cobra) de Stephen Sommers
- Paranormal Activity d'Oren Peli
- In the Air de Jason Reitman

### Années 2010

#### 2010
- Shutter Island de Martin Scorsese
- Trop belle ! (She's Out of My League) de Jim Field Smith (en)
- Iron Man 2 de Jon Favreau
- Le Dernier Maître de l'air (The Last Airbender) de M. Night Shyamalan
- The Dinner (Dinner for Schmucks) de Jay Roach
- Jackass 3D de Jeff Tremaine
- Paranormal Activity 2 de Tod Williams
- Mon beau-père et nous (Little Fockers) de Paul Weitz

#### 2011
- Mission impossible : Protocole Fantôme (Mission: Impossible: Ghost Protocol) de Brad Bird
- Paranormal Activity 3 de Henry Joost et Ariel Schulman
- Super 8 de J. J. Abrams
- Transformers 3 : La Face cachée de la Lune (Transformers: Dark of the Moon) de Michael Bay

#### 2012
- Mille Mots (A Thousand Words) de Brian Robbins
- Paranormal Activity 4 de Henry Joost et Ariel Schulman
- Jack Reacher de Christopher McQuarrie
- Fun Size de Josh Schwartz

#### 2013
- Hansel et Gretel : Witch Hunters de Tommy Wirkola
- G.I. Joe : Conspiration de Jon Chu
- No Pain No Gain de Michael Bay
- World War Z de Marc Forster
- Iron Man 3 de Shane Black
- Star Trek Into Darkness de J. J. Abrams

#### 2014
- Transformers : L'Âge de l'extinction de Michael Bay
- Ninja Turtles  de Jonathan Liebesman
- Paranormal Activity: The Marked Ones
- The Ryan Initiative (Jack Ryan: Shadow Recruit) de Kenneth Branagh
- Noé (Noah) de Darren Aronofsky
- Hercule (Hercules) de Brett Ratner

#### 2015
- Projet Almanac de Dean Israelite
- Terminator Genisys d'Alan Taylor
- Bob l'éponge, le film : Un héros sort de l'eau (The SpongeBob Movie: Sponge Out of Water) de Paul Tibbitt
- Paranormal Activity : Ghost Dimension (Paranormal Activity: The Ghost Dimension) de Gregory Plotkin
- Area 51 d'Oren Peli
- Le Spa à remonter dans le temps 2 (Hot Tub Time Machine 2) de Steve Pink (en)

#### 2016
- 13 Hours de Michael Bay
- Ninja Turtles 2 de Dave Green
- 10 Cloverfield Lane de Dan Trachtenberg
- Star Trek : Sans limites (Star Trek Beyond) de Justin Lin
- Jack Reacher: Never Go Back d'Edward Zwick
- Alliés de Robert Zemeckis

#### 2017
- Monster Cars (Monster Trucks) de Chris Wedge
- xXx: Reactivated (xXx : Return of Xander Cage) de D. J. Caruso
- Le Cercle : Rings (Rings) de F. Javier Gutiérrez
- Ghost in the Shell de Rupert Sanders
- Baywatch : Alerte à Malibu (Baywatch) de Seth Gordon
- Transformers: The Last Knight de Michael Bay
- Sleepless de Baran bo Odar
- Une suite qui dérange (An Inconvenient Sequel: Truth to Power) (documentaire) de Bonni Cohen (en) et Jon Shenk
- Mother! de Darren Aronofsky
- Ces différences qui nous rapprochent de Michael Carney
- Bienvenue à Suburbicon (Suburbicon) de George Clooney
- Downsizing d'Alexander Payne

#### 2018
- The Cloverfield Paradox de Julius Onah
- Sherlock Gnomes de John Stevenson
- Death Wish d'Eli Roth
- Sans un bruit (A Quiet Place) de John Krasinski
- Tad et le Secret du roi Midas de David Alonso & Enrique Gato
- Action Point de Tim Kirkby
- Le Book Club de Bill Holderman
- Mission impossible : Fallout (Mission: Impossible – Fallout) de Christopher McQuarrie
- Un nouveau jour sur Terre de Richard Dale, Peter Webber & Fan Lixin
- Overlord de Julius Avery
- Bumblebee de Travis Knight
- Ben is Back de Peter Hedges
- Apprentis Parents de Sean Anders

#### 2019
- Le Parc des merveilles
- Simetierre de Kevin Kölsch et Dennis Widmyer
- Cold Blood Legacy : La Mémoire du sang de Frédéric Petitjean
- Rocketman de Dexter Fletcher
- Crawl d'Alexandre Aja
- Terminator: Dark Fate de Tim Miller
- Dora et la Cité perdue (Dora and the Lost City of Gold) de James Bobin
- Gemini Man d'Ang Lee

### Années 2020

#### 2020
- Sonic, le film (Sonic the Hedgehog) de Jeff Fowler

#### 2021
- Sans aucun remords (Without Remorse) de Stefano Sollima
- La Pat' Patrouille, le film (PAW Patrol: The Movie) de Cal Brunker

#### 2022
- Le Secret de la cité perdue (The Lost City) de Aaron Nee et de Adam Nee
- Sonic 2, le film (Sonic the Hedgehog 2) de Jeff Fowler
- Top Gun: Maverick de Joseph Kosinski

#### 2023
- La Pat' Patrouille : La Super Patrouille, le film (PAW Patrol: The Mighty Movie) de Cal Brunker
- The Killer de David Fincher
- Mission impossible : Dead Reckoning (Mission: Impossible – Dead Reckoning) de Christopher McQuarrie

#### 2024
- Le Flic de Beverly Hills : Axel F. (Beverly Hills Cop: Axel Foley) de Mark Molloy
- Mean Girls : Lolita malgré moi (Mean Girls) d'Arturo Perez Jr. et Samantha Jayne
- Gladiator 2 de Ridley Scott
- Dear Santa de Bobby Farrelly
- Sonic 3, le film de Jeff Fowler

#### 2025
- Mission: Impossible - The Final Reckoning de Christopher McQuarrie